# Абрахам Пайс
Абрахам Пайс (англ. Abraham Pais, 19 травня 1918, Амстердам — 28 липня 2000, Копенгаген) — американський фізик-теоретик і історик науки голландського походження. Наукові роботи Пайса присвячені питанням ядерної фізики, фізики елементарних частинок, квантової теорії поля: у числі його основних досягнень ідея асоціативного народження дивних частинок, теорія змішаних станів частинок і їх осциляції, він також ввів терміни «лептон» і «баріон». Пайс є автором низки праць з історії фізики, в тому числі популярних біографій Ейнштейна, Бора і Оппенгеймера.